# 前49年
| 千纪： | 前1千纪 |
| 世纪： | 前2世纪 \| 前1世纪 \| 1世纪                                                                                |
| 年代： | 前70年代 \| 前60年代 \| 前50年代 \| 前40年代 \| 前30年代 \| 前20年代 \| 前10年代                           |
| 年份： | 前54年 \| 前53年 \| 前52年 \| 前51年 \| 前50年 \| 前49年 \| 前48年 \| 前47年 \| 前46年 \| 前45年 \| 前44年 |
| 纪年： | 西汉黄龙元年                                                                                               |

## 大事记
- 罗马共和国
  - 凯撒拒绝交出军权，罗马共和国内战开始。

- 汉朝
  - 汉宣帝病死，汉元帝继位。

## 逝世
- 郑吉，会稽（郡治吴县，尉治山阴（今绍兴））人，西汉名将。